# Cynoglossus cadenati
Cynoglossus cadenati es una especie de pez de la familia Cynoglossidae en el orden de los Pleuronectiformes.

## Distribución geográfica
Se encuentran al este del  Atlántico (desde Senegal hasta Angola).